# Стоунер, Юджин
Юджин Моррисон Стоунер (англ. Eugene Morrison Stoner; 22 ноября 1922 — 24 апреля 1997) — американский конструктор-оружейник самоучка, автор революционной модульной системы вооружения (modular weapon system) Stoner 63, один из конструкторов автоматической винтовки AR-15, принятой на вооружение США как M16, а также ряда других образцов стрелкового оружия. Участник Второй мировой войны.
Использование Стоунером инновационного подхода — пластмасс и композитных материалов при изготовлении оружия, сказывалось не только на массе оружия в сторону её снижения, но даже внешне выделяло разработанные Стоунером образцы вооружения среди всего остального американского оружия, для отделки ложа, прикладов и рукояток которого по-прежнему использовалось дерево. Благодаря этому созданное им оружие, окрашенное в чёрный цвет с воронёными стволами, имело футуристический вид и соответствовало духу «космического века», который переживала цивилизация на стыке 1950-х и 1960-х гг.

## Биография
Юджин Моррисон Стоунер родился в 1922 году в небольшом городке Госпорт, штат Индиана. 
Его семья вскоре переехала в Лонг-Бич, Калифорния, где он окончил местную школу технического профиля. В годы Великой депрессии у него не было денег, чтобы пойти учиться в колледж на инженера. В 1939 году он устроился рабочим на завод корпорации Vega Aircraft в Глендейле, Калифорния, где занимался установкой пулемётных турелей на бомбардировщики «Хадсон».
В 1942 году, во время Второй мировой войны, был призван в ряды Корпуса морской пехоты США, служил техником по обслуживанию авиационного вооружения самолётов палубной авиации. Проходил службу на Филиппинах, Окинаве и в Северном Китае. После демобилизации в конце 1945 года устроился на работу в токарный цех на заводе фирмы Whittaker Corporation, которая занималась выпуском авиационного вооружения и оборудования; несмотря на отсутствие высшего технического образования, ему удалось пройти несколько ступеней карьерной лестницы, дослужившись до должности инженера-проектировщика в менеджменте местного филиала, — именно в этот период он приступил к проектированию стрелкового оружия и ручного оружия в частности.
В 1954 году он был приглашён на должность главного инженера оружейной компании ArmaLite, работал в Голливуде и Коста-Месе, Калифорния (1954—1961), а также в компаниях Fairchild в Хейгерстауне, Мэриленд (1961), Colt в Хартфорде, Коннектикут (1961—1962), работал по совместительству на должности технического консультанта оружейного подразделения Cadillac Gage Co. и TRW Inc. (1962—1971), был одним из основателей оружейной компании ARES Inc. в Порт-Клинтоне, Огайо (1971—1989), c 1990 и до конца своей жизни работал в Knight's Armament Company в Тайтусвилле, Флорида (1990—1997). Наиболее известен как создатель автоматических винтовок AR-15, впоследствии принятой на вооружение США под обозначением M16, и AR-18 (по американским законам получал роялти с каждой проданной винтовки). 
ArmaLite
ArmaLite со Стоунером в качестве главного конструктора начала с выпуска лёгких спортивных винтовок с прикладом из стеклопластика для гражданского рынка оружия. Компания обладала достаточно скромной производственной базой и зарабатывала на разработанных её сотрудниками ноу-хау (то есть тем, что ныне принято называть «оружейным тюнингом»), производственный цикл был неполным: ArmaLite закупала основные металлические компоненты винтовок у крупных производителей, закупленные заготовки оснащались облегчёнными стволами и полимерными прикладами собственного производства, получавшееся на выходе оружие было значительно легче серийных образцов с завода-изготовителя.
В период работы в ArmaLite Стоунер вместе с Чарльзом Дорчестером разработал технологию производства цельноалюминиевых оружейных стволов для спортивных винтовок под малоимпульсный патрон, а также слоёных стволов для военных нужд с каналом ствола, выполненным из стали, и алюминиевым кожухом, которые были опробованы при испытаниях винтовки AR-10.
По инициативе генерала Кёртиса Лемея для лётчиков и членов экипажей военной авиации Стоунер с Дорчестером разработали разборную винтовку выживания с прикладом из полимерных материалов: при хранении ствол винтовки и затворная группа хранились в пластиковом прикладе, при необходимости они извлекались из приклада и собирались в боевое оружие. Данная винтовка, получившая заводской индекс AR-7, в несколько ином виде (с деревянным прикладом) была принята на вооружение ВВС.
Там же в ArmaLite Стоунер разработал винтовку с прикладом с наполнителем из полиуретановой пены и алюминиево-стальным стволом, которая была легче всех имеющихся армейских винтовок, включая опытные прототипы. Для того, чтобы компенсировать увеличившуюся пропорционально сниженному весу отдачу ствола, Стоунер прибег к созданию более мощного дульного тормоза. На тот момент винтовка была ещё слишком «сырой» и недоработанной, но впоследствии нарекания и недоработки были устранены, она была принята на вооружение под индексом M16. Но произошло это лишь через пять лет после описываемых событий, к тому времени из-за неудачи с постановкой AR-15 на вооружение материнская компания Fairchild продала ArmaLite. Стоунер покинул ArmaLite, какое-то время проработав непосредственно в Fairchild, затем устроился независимым консультантом при компании Colt, которой были проданы права на доводку и продажу AR-15. Делу помог случай: упомянутый генерал Лемей, заехав однажды на стрельбище Fairchild под Хейгерстауном, стал свидетелем заводских испытаний AR-15, был настолько впечатлён увиденным, что распорядился закупить 8,5 тыс. винтовок для ВВС.
Colt, Cadillac и TRW
Консультируя Colt, Стоунер добивался принятия AR-15 на вооружение армии и запуска в серийное производство, что ему в итоге удалось: винтовка была принята на вооружение всех Вооружённых сил США, став основным общевойсковым оружием.
На завершающем этапе его работы на Colt Стоунер начал разработку стрелкового комплекса Stoner 63, который он доработал уже в Cadillac; комплекс был ограничено принят на вооружение ВМС США. Ветеран ВМС, лейтенант-коммандер Майкл Дж. Уолш, вспоминая о своём первом знакомстве с этим комплексом, отмечает, что даже внешне «стоунеры» очень существенно выделялись на фоне всего остального оружия, а по кучности боя им не было равных.
Работая на TRW, Стоунер создал TRW 6425 — американскую копию швейцарской автоматической пушки Oerlikon KBA, участвовал в создании автоматической пушки «Бушмастер».
ARES и KAC
Будучи соучредителем ARES Inc., занимался разработкой автоматической винтовки ARES FARC и лёгкого пулемёта ARES LMG (также известного как Stoner 86). Работая в KAC, разработал целый ряд образцов оружия.

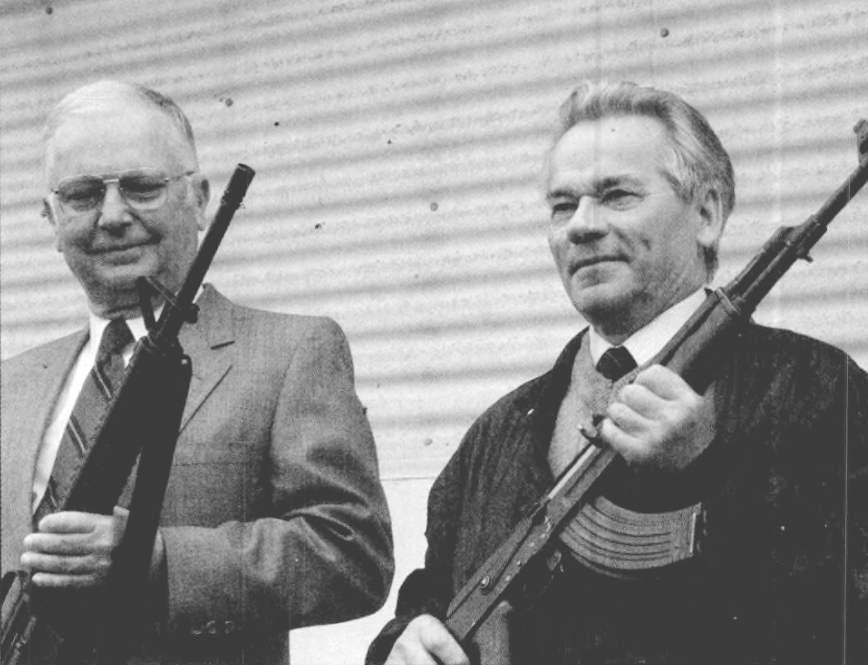
Стоунер с Калашниковым в Куантико

16 мая 1990 года Юджин Стоунер встретился с Михаилом Калашниковым, когда тот совершил поездку в США (Калашников впервые в своей жизни выехал за пределы СССР). Следующие несколько дней Стоунер был спутником Калашникова в ходе его поездок по Вашингтону и Виргинии. Вместе они сходили на охоту и на площадку для стендовой стрельбы по тарелкам. 22 мая они прибыли на базу морской пехоты Куантико, где посетили центр марксманской подготовки морских пехотинцев, оружейную ремонтную мастерскую, стрелковый полигон. Они сфотографировались вдвоём, на память держа в руках изобретения друг друга, в знак завершения Холодной войны пожав друг другу руки.
Всего за период своей деятельности в качестве конструктора-оружейника запатентовал свыше ста образцов различного стрелкового оружия, став таким образом одним из самых результативных  американских конструкторов вооружения.
Скончался 24 апреля 1997 года в Палм-Сити, Флорида.

## Семья
Был женат дважды. После его смерти в США остались его вторая жена и четверо детей.

## Награды
В 1977 году был включён в зал славы артиллерийско-технической службы Армии США.